# 吳成典
吳成典（1957年5月10日—），福建省金門縣烈嶼鄉上庫村人，現任新黨主席，金門縣政治人物。曾任金門縣副縣長、立法委員、國大代表，其堂弟為前偶像團體飛輪海成員吳尊。

## 个人经历
大學毕业後前往美國凱斯西儲大學攻讀化學博士，返國後擔任工研院材料所主任，引進並參與台灣第一片CD-R光碟的研發。1992年返回故鄉參選國民大會代表，踏上從政之路。
2001年中華民國立法委員選舉擊敗尋求連任的國民黨立委陳清寶，而新黨的李炷烽也順利入主縣府，吳成典曾短暫擔任其副縣長後就職立委；三年後連任成功，是兩岸小三通的推手，這也是新黨於2002年至2008年的唯一一席立委。
2008年中華民國立法委員選舉首度接受國新共推挑戰三連霸立委，但以74票些微差距敗給曾任金湖鎮長、後競選縣長落敗的陳福海。同年受助理費案的影響遭金門地檢署起訴求刑15年，一、二審皆獲無罪，2012年三審確定無罪定讞。
在其連任失利後獲金門縣長李炷烽任命為縣府顧問；隔年9月19日，吳成典成立個人網路部落格，並正式宣布脫離國民黨、參選第五屆金門縣縣長選舉，但在金門傳統陳、李兩大宗族的夾擊下，最終吳成典以些微差距輸給國民黨提名、新黨出身的李沃士。縣長落選後，曾獲新黨任命為副秘書長。
2012年及2016年皆獲新黨徵召，挑戰回鍋金門縣選舉區立委，但分別敗於獲國民黨提名的前新黨金門縣議員楊應雄及前國代楊肅元之子、前金門縣觀光處長楊鎮浯，未能重返國會。
2016年5月，獲金門縣長陳福海任命為副縣長，並於6月中旬正式就任，直到2018年12月24日卸任。
2020年2月21日，新黨舉行第9屆黨主席、黨代表選舉，由新黨現任秘書長吳成典當選第9任主席；並當日宣示就職。

## 選舉紀錄
| 年度 | 選舉屆數               | 選舉區                                 | 所屬政黨   | 得票數  | 得票率 | 當選標記 | 備註 |
| ---- | ---------------------- | -------------------------------------- | ---------- | ------- | ------ | -------- | ---- |
| 1991 | 第二屆國民大會代表選舉 | 金門縣選舉區                           | 中國國民黨 | 4,364   | 21.94% |          |      |
| 1992 | 第二屆立法委員選舉     | 金門縣選舉區                           | 中國國民黨 | 9,048   | 44.07% |          |      |
| 1995 | 第三屆立法委員選舉     | 金門縣選舉區                           | 新黨       | 6,996   | 33.42% |          |      |
| 2001 | 第五屆立法委員選舉     | 金門縣選舉區                           | 新黨       | 10,292  | 41.13% |          |      |
| 2004 | 第六屆立法委員選舉     | 金門縣選舉區                           | 新黨       | 12,137  | 54.07% |          |      |
| 2008 | 第七屆立法委員選舉     | 金門縣選舉區                           | 中國國民黨 | 9,838   | 37.03% |          |      |
| 2009 | 第五屆金門縣縣長選舉   | 金門縣                                 | 無黨籍     | 11,501  | 30.04% |          |      |
| 2012 | 第八屆立法委員選舉     | 金門縣選舉區                           | 新黨       | 10,678  | 28.30% |          |      |
| 2016 | 第九屆立法委員選舉     | 金門縣選舉區                           | 新黨       | 9,405   | 25.93% |          |      |
| 2020 | 第十屆立法委員選舉     | 全國不分區及僑居國外國民立法委員選舉區 | 新黨       | 147,373 | 1.04%  |          |      |
| 2024 | 第十一屆立法委員選舉   | 全國不分區及僑居國外國民立法委員選舉區 | 新黨       | 40,288  | 0.29%  |          |      |

### 2020年新黨第9屆黨主席選舉
| 候選人 | 得票率 | 當選標記 |
| ------ | ------ | -------- |
| 吳成典 | 63.78% |          |
| 陳麗玲 | 35.41% |          |

### 2022年新黨第10屆黨主席選舉
| 候選人 | 得票率 | 當選標記 |
| ------ | ------ | -------- |
| 吳成典 | 71.34% |          |
| 楊世光 | 28.66% |          |

| 前任： 陳清寶 | 金門縣選區立法委員 第5－6屆 2002年－2008年 | 繼任： 陳福海 |

## 外部連結
- 吳成典的Facebook專頁
- YouTube上的吳成典金門升級頻道
- 立法院（页面存档备份，存于）
- 吳成典官方網站
- 吳成典個人部落格（页面存档备份，存于）
- 吳成典個人部落格（页面存档备份，存于）
- 線上大國民 Mighty People Online - 立法委員資料 – 吳成典